# Monte Katmai
El Monte Katmai es un gran estratovolcán en la Península de Alaska en el sur de Alaska, ubicado dentro del Parque nacional y Reserva Katmai. Tiene aproximadamente 10 km de diámetro con una caldera central llena de lagos de aproximadamente 4,5 por 3 km2 de área, formada durante la erupción de Novarupta de 1912. El borde de la caldera alcanza una elevación 2047 m. En 1975, la superficie del lago del cráter estaba a una altitud de unos 1286 m, y la elevación estimada del piso de la caldera es de aproximadamente 1040 m. La montaña se encuentra en el distrito de la isla de Kodiak, muy cerca de su frontera con el lago y la península.

## Geología
El Monte Katmai es uno de los cinco respiraderos que rodean el volcán Novarupta, fuente de la erupción del I.E.V 6 y de los flujos piroclásticos voluminosos asociados en 1912. El volcán ha causado diez muertes conocidas debido a la exposición al gas. Katmai consiste principalmente en flujos de lava, rocas piroclásticas y caída de aire no soldada a aglutinada. Las rocas volcánicas cuaternarias en Katmai y los conos adyacentes tienen menos de 1,500 m de espesor. Gran parte del volcán está cubierto por la nieve y el hielo y varios glaciares del valle irradian desde los flancos.
El volcán Katmai está construido sobre las rocas sedimentarias de la Formación Naknek de finales del Jurásico, expuestas justo al oeste del borde de la caldera a una altitud de unos 1500 m, así como al norte y al sureste del cráter. Se han reportado rocas sedimentarias a una altitud de más de 1830 m en la pared oeste de la caldera y cerca del fondo de la pared este cerca de 1040 m.

## Actividad volcánica

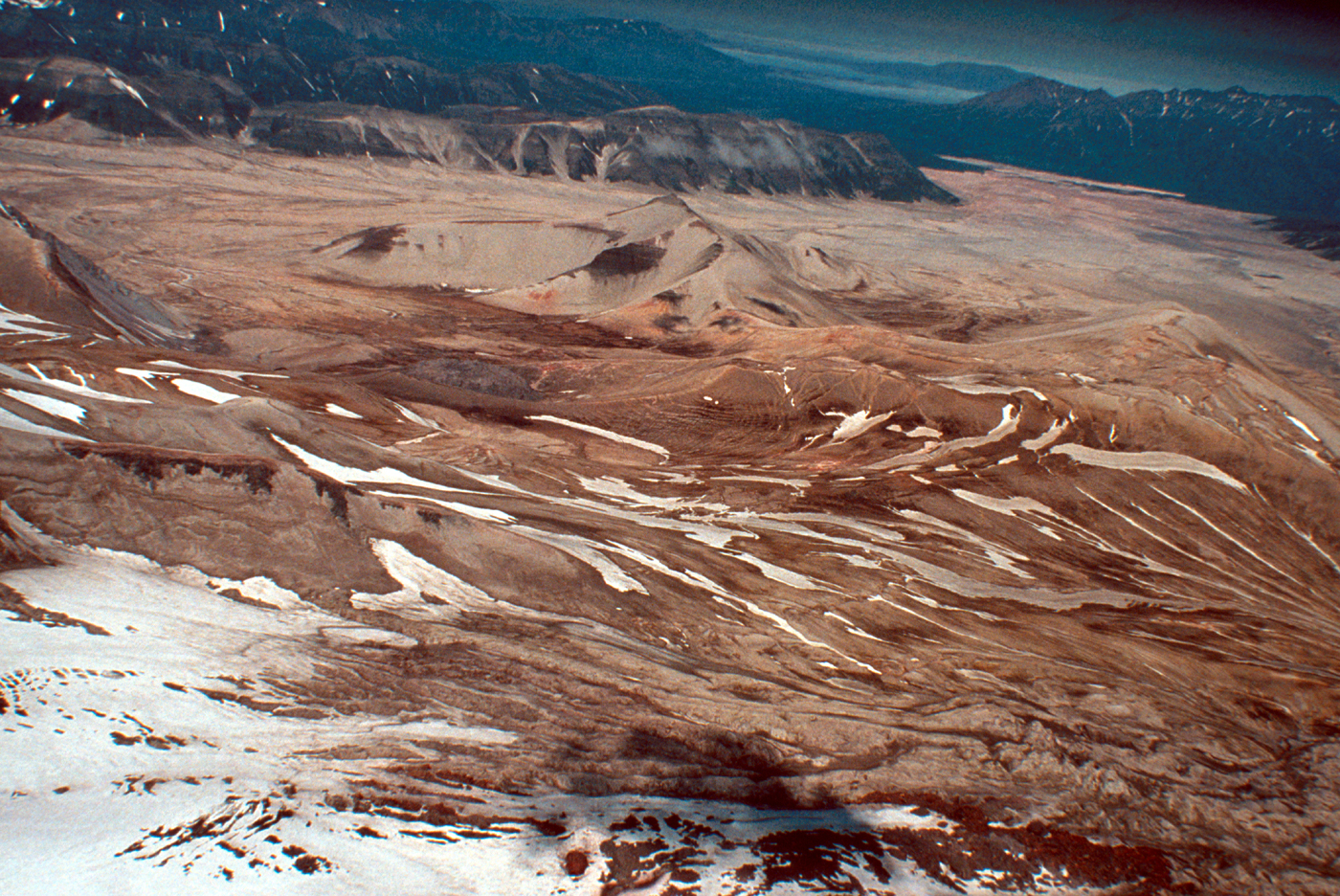
Parque Nacional y Reserva Katmai.

Poco se sabe sobre la actividad histórica del volcán Katmai antes de la gran erupción de 1912. Los primeros mapas de la Costa de los Estados Unidos. Y de la Encuesta Geodésica sugieren una elevación de cumbre previa a la caldera de aproximadamente 2.300 m, y los pobladores locales informaron en 1898 que uno de los volcanes en el área general "explotaba" de vez en cuando.
Del 6 al 9 de junio de 1912, la erupción más espectacular de Alaska en la historia registrada y la erupción volcánica más grande del siglo XX formó una gran caldera en la cima del volcán Katmai. La erupción ocurrió en un respiradero a unos 10 km al oeste del Monte Katmai (en el actual volcán Novarupta). Durante más de 60 horas, el volcán entró en erupción con un estimado de 28 km³ de flujos de ceniza y tefra que representan 13 km³ de volumen de magma. La erupción produjo una nube de gas sofocante y ceniza que ennegreció el cielo para los habitantes de la ciudad de Kodiak, quienes, con ceniza cayendo sobre ellos, fueron llevados rápidamente al puerto y evacuados en bote. La retirada del magma debajo de Katmai resultó en el colapso del área de la cumbre, formando la caldera. Tras el hundimiento, un pequeño Domo de lava dacítico conocido como Horseshoe Island se emplazó en el suelo de la caldera; este es el único material juvenil que brotó de la caldera Katmai durante la erupción histórica. Fue visible en el momento de la expedición en 1916, pero desde entonces ha sido sumergido por el lago de cráter. Aun así, la erupción de Katmai tuvo un I.E.V. de 3 y posiblemente implicó erupciones freáticas.
En 1919, los geólogos notaron un lago que cubre una gran parte del suelo de la caldera, pero en 1923 el lago ya no estaba y numerosas fumarolas, ollas de barro y un gran géiser de barro lo habían reemplazado. Desde entonces, el lago se ha rellenado a una profundidad de más de 240 m. Pequeños glaciares también se han formado en un banco dentro de la caldera al lado del lago. La piedra pómez todavía flota en el lago Naknek cerca.